# Petaluridae
Petaluridae là một họ chuồn chuồn.

## Các chi

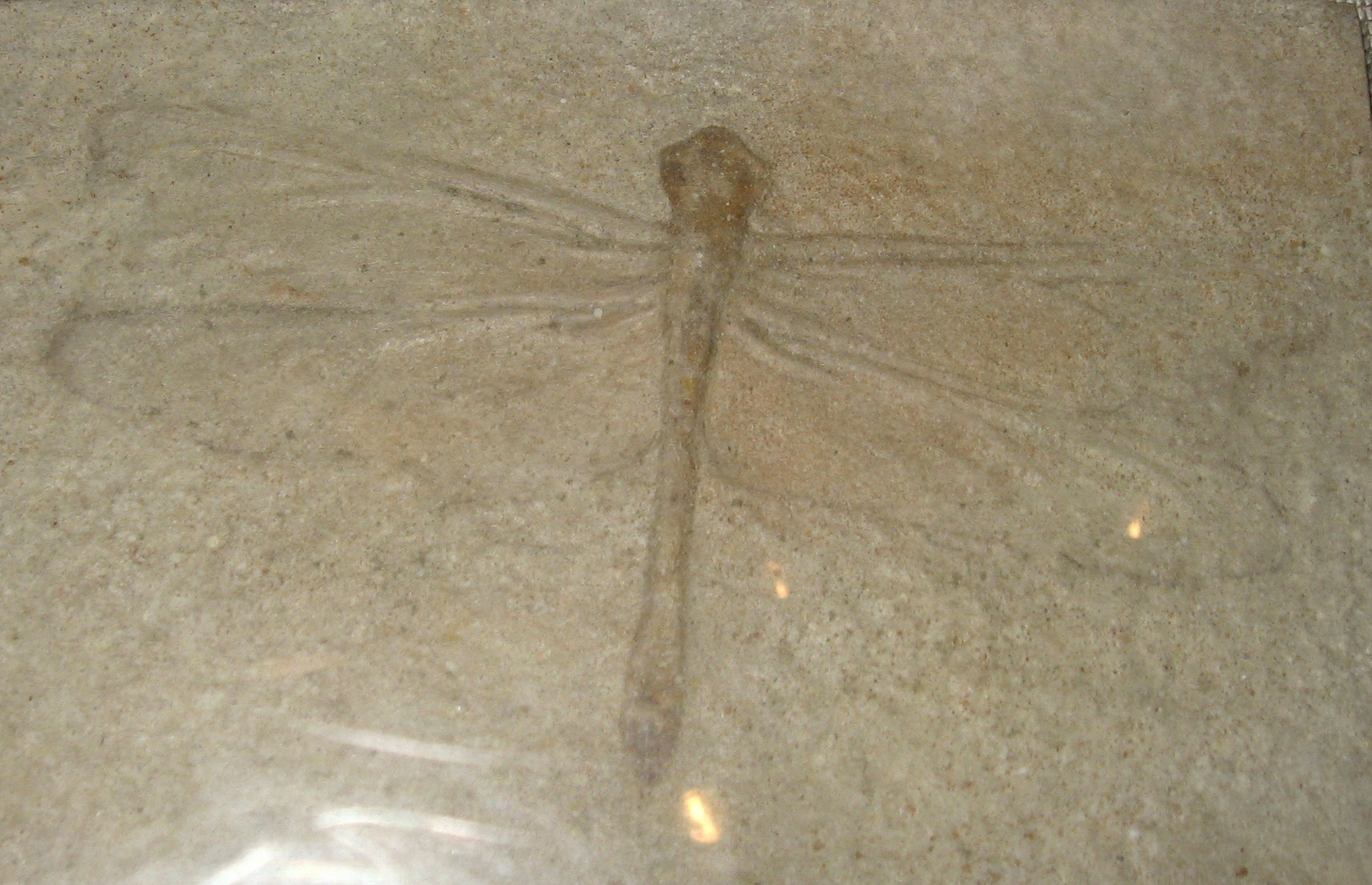
Hóa thạch Protolindenia wittei

- Petalura Leach, 1815
- Phenes Rambur, 1842
- Tachopteryx Uhler in Selys, 1859
- Tanypteryx Kennedy, 1917
- Uropetala Selys, 1858